# Argentinische Fußballnationalmannschaft der Frauen
Die argentinische Fußballnationalmannschaft der Frauen repräsentiert Argentinien im internationalen Frauenfußball. Die Nationalmannschaft ist dem Argentinischen Fußballverband unterstellt und wird von José Carlos Borrello trainiert.
Die ersten inoffiziellen Spiele bestritt Argentinien bei der 2. inoffiziellen Weltmeisterschaft 1971 in Mexiko. Nach einer Niederlage gegen Italien im Spiel um den 3. Platz, beendete Argentinien das Turnier als Vierter.
Die argentinische Auswahl nahm bisher an zwei offiziellen Weltmeisterschaften teil, schied jedoch bei beiden schon nach der Vorrunde wieder aus. 2007 verloren sie das Eröffnungsspiel mit 0:11 gegen Deutschland, der höchsten je bei einer WM erlittenen Niederlage. Bei den Südamerikameisterschaften belegte man bei den ersten drei Teilnahmen den zweiten Platz hinter Brasilien. Erst 2006 gelang den Argentinierinnen der erste Sieg über den Nachbarn aus Brasilien und der damit verbundene Gewinn der Südamerikameisterschaft. 2010 wurde nur Platz 4 belegt, womit sich Argentinien weder für die WM 2011 noch die Olympischen Spiele 2012 qualifizieren konnte.
Die argentinische Auswahl steht in sportlicher Hinsicht klar im Schatten der Männerauswahl.
Derzeit belegt Argentinien in der FIFA-Weltrangliste Rang 34, die bisher beste Platzierung war 27 im Juni 2008 und von September bis Dezember 2009.

## Turnierbilanz

### Weltmeisterschaft
| Jahr | Ergebnis           | Trainer              | Meiste Spiele                 | Meiste Tore                                       |
| ---- | ------------------ | -------------------- | ----------------------------- | ------------------------------------------------- |
| 1991 | nicht teilgenommen |                      |                               |                                                   |
| 1995 | nicht qualifiziert |                      |                               |                                                   |
| 1999 | nicht qualifiziert |                      |                               |                                                   |
| 2003 | Vorrunde           | José Carlos Borrello | 11 Spielerinnen mit 3 Spielen | Yanina Gaitan (1)                                 |
| 2007 | Vorrunde           | José Carlos Borrello | 09 Spielerinnen mit 3 Spielen | Eva Gonzalez (1)                                  |
| 2011 | nicht qualifiziert |                      |                               |                                                   |
| 2015 | nicht qualifiziert |                      |                               |                                                   |
| 2019 | Vorrunde           | José Carlos Borrello | 12 Spielerinnen mit 3 Spielen | Florencia Bonsegundo und Milagros Menéndez (je 1) |
| 2023 | Vorrunde           | Germán Portanova     | 10 Spielerinnen mit 3 Spielen | Sophia Braun und Romina Núñez (je 1)              |
| Alle |                    |                      | Vanina Correa (7)             | 6 Spielerinnen (je 1)                             |

### Südamerikameisterschaft
| - 1991: nicht teilgenommen - 1995: Zweiter - 1998: Zweiter - 2003: Zweiter - 2006: Gewinner | - 2010: Vierter - 2014: Vierter - 2018: Dritter - 2022: Dritter - 2025: Dritter |

### Olympische Spiele
| - 1996: nicht qualifiziert - 2000: nicht qualifiziert - 2004: nicht qualifiziert - 2008: Vorrunde - 2012: nicht qualifiziert | - 2016: nicht qualifiziert - 2020: nicht qualifiziert - 2024: nicht qualifiziert - 2028: nicht qualifiziert |

### Panamerikanische Spiele
Die Argentinische Mannschaft nahm viermal an dem seit 1999 ausgetragenen Frauen-Fußballturnier der Panamerikanischen Spiele teil.
| - 1999: nicht teilgenommen - 2003: Vierter - 2007: Vorrunde - 2011: Vorrunde | - 2015: Vorrunde - 2019: Zweiter - 2023: Vierter - 2027: qualifiziert |

### CONCACAF W Gold Cup
- 2024: Viertelfinale

## Spiele gegen Nationalmannschaften deutschsprachiger Länder
Alle Ergebnisse aus argentinischer Sicht.

### Deutschland
| Datum              | Ort              | Ergebnis | Anlass                                      |
| ------------------ | ---------------- | -------- | ------------------------------------------- |
| 27. September 2003 | Washington, D.C. | 1:6      | WM-Vorrunde                                 |
| 10. September 2007 | Shanghai         | 0:11     | WM-Vorrunde, bis dato höchste WM-Niederlage |

### Schweiz
Bisher gab es noch keine Länderspiele gegen die Schweizer Auswahl.

### Österreich
Bisher gab es noch keine Spiele gegen die österreichische Auswahl.

## Aktueller Kader
Siehe Fußball-Weltmeisterschaft der Frauen 2023/Argentinien